# Guithelin
Guithelin (Welsh: Kyhylyn) was volgens de legende, zoals beschreven door Geoffrey of Monmouth, koning van Brittannië van 369 v.Chr. - 363 v.Chr. Hij werd koning na de dood van Gurguit Barbtruc.
Guithelin was een liberaal heerser, en was gehuwd met de edelvrouw Marcia. Toen hij stierf werd zijn vrouw regentes, namens hun zoon Sisillius.